# Eriogonum prattenianum
Eriogonum prattenianum är en slideväxtart som beskrevs av Michel Charles Durieu de Maisonneuve. Eriogonum prattenianum ingår i släktet Eriogonum och familjen slideväxter. Utöver nominatformen finns också underarten E. p. avium.